# Бокар
Бокар је једна од пет најважнијих кула на дубровачком градском бедему. Налази се на западном крају бедема, у непосредној близини тврђаве Ловријенац. 

## Изградња и функција
Кула је изведена и завршена по Мичелозовим нацртима 1570. године, иако је градња почела још 1461. Архитектонски је то чист и хармоничан кружни волумен са три венца, врло допадљив по унутрашњим просторијама и терасама. Има потковасти облик. Тврђава је служила за отварање артиљеријске ватре у сврху одбране градског опкопа и моста на Вратима од Пила те контролу приступа са мора у случају окупације или искрцавања непријатеља у лучици Пиле. У њој је казамат за чување муниције и мањих топова. Због положаја према мору, била је погодна за артиљеријске вежбе: од 1463. године, са Бокара, се испитивао домет топова.